# Бамбукова акула сіра
Бамбукова акула сіра (Chiloscyllium griseum) — акула з роду бамбукова акула родини азійські котячі акули.

## Опис
Довжина тіла досягає 0,77 м, в середньому вона 50-60 см. Голова товста, морда коротка, загострюється на кінці. Присутні 5 зябрових щілин. Навколо пащі присутні короткі «котячі» вусики. Рот великий. Тулуб стрункий. У цієї акули два спинних плавця без шипів, сильно зсунуті до хвоста. Анальний плавець розташований близько до хвостового плавця. Хвіст витягнутий. У молодих особин є темно-коричневі смуги на тілі та голові. Дорослі однотонно забарвлені в сірий або світло-коричневий колір.

## Спосіб життя
Трапляється у прибережних водах, на глибинах від 5 до 80 м. Живиться переважно донними безхребетними.
Статева зрілість настає при довжині 45-55 см. Це яйцекладна акула. Самиця відкладає невеличкі яйця на морське дно, звідти виходять акуленята 12 см завдовжки.
Для людини небезпеки не являє, проте може вкусити, якщо її потурбувати.

## Розповсюдження
Мешкає в північної частини Індійського океану (від Пакистану до Малайзії й Таїланду), є у Перській затоці. Зустрічається біля островів Індонезії, о. Нова Гвінея, Філіппінах, узбережжя Китаю та Тайваню.